# Тшецевниця
Тшецевниця (пол. Trzeciewnica, нім. Hohenberg) — село в Польщі, у гміні Накло-над-Нотецем Накельського повіту Куявсько-Поморського воєводства.
Населення — 809 осіб (2011).
У 1975-1998 роках село належало до Бидгощського воєводства.

## Демографія
Демографічна структура станом на 31 березня 2011 року:
|          | Загалом | Допрацездатний вік | Працездатний вік | Постпрацездатний вік |
| -------- | ------- | ------------------ | ---------------- | -------------------- |
| Чоловіки | 383     | 90                 | 258              | 35                   |
| Жінки    | 426     | 102                | 254              | 70                   |
| Разом    | 809     | 192                | 512              | 105                  |